# Manio Valerio Máximo Mesala
Manio Valerio Máximo Mesala (en latín, Manius Valerius Maximus Messalla) hijo del consular Marco Valerio Máximo Corvino, fue cónsul en 263 a. C., el segundo año de la primera guerra púnica. 

## Carrera política
Sicilia fue asignada a ambos cónsules como sus provincias. Su campaña fue brillante; más de sesenta de las ciudades sicilianas reconocieron la supremacía de Roma y los cónsules establecieron la paz con Hierón, paz que duró el resto de su larga vida, y demostró ser igualmente beneficiosa para ambas partes, Siracusa y Roma.
Mesala compartió esta campaña en forma inseparable con Manio Otacilio Craso, su colega. 
Pero que sus contemporáneos atribuyen a Mesala el principal mérito de estos hechos se desprende de su triunfo en solitario De Paeneis et Rege Siculorum Hieron, así como por el sobrenombre que obtuvo en aliviar el bloqueo de Mesina, que modificado ligeramente en la pronunciación (Mesina - Mesala), permaneció en la familia de los Valerio durante casi ocho siglos. 
Una casa en la colina del Palatino fue la recompensa más tangible de sus servicios, y su triunfo fue distinguido por dos notables monumentos a su victoria; por una representación pictórica de una batalla sobre los ejércitos sicilianos y púnicos, que se colocó en el pórtico de la Curia Hostilia, y que Plinio considera como uno de los primeros estímulos para el arte en Roma, y por un reloj de sol, Horologium, obtenido del botín de Catana, que se colocó en una columna detrás de la tribuna, en el foro.
Mesala fue censor en 252 a. C., cuando degradó a 400 équites por negligencia del deber, en Sicilia.

## Posteridad
Mesala, un sobrenombre de la gens Valeria, asumido por Manio Valerio, aparece por primera vez en los Fastos Consulares en 263 a. C., y la última vez en el año 506, y, durante este período de casi ocho siglos, dicha familia obtuvo veintidós consulados y tres censuras.